# Abdij van Kremsmünster

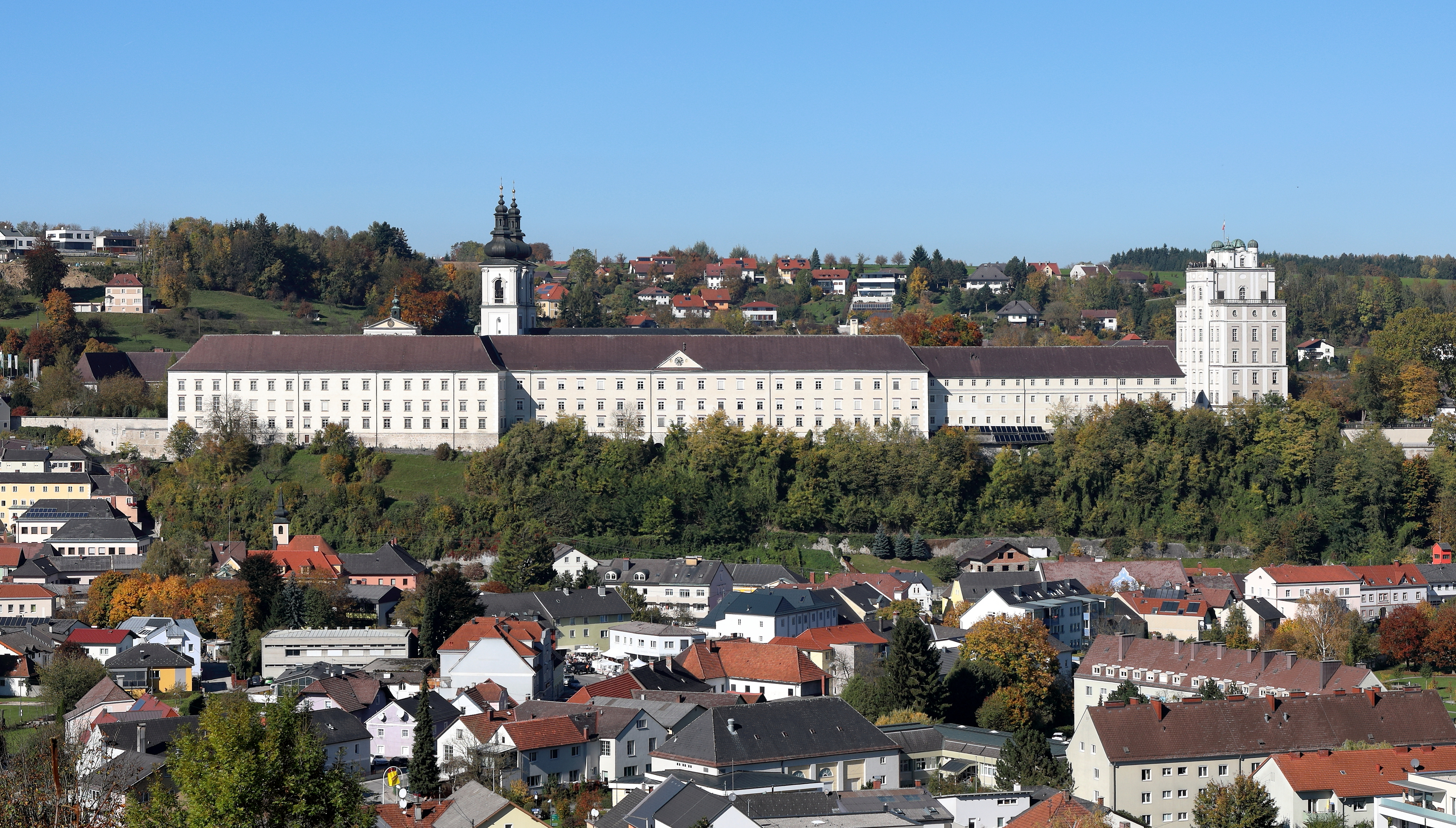
Abdij met astronomische toren

De Abdij van Kremsmünster (Stift Kremsmünster) is een benedictijnenabdij in Oostenrijk, bisdom Linz. De huidige abt is sinds 2007 Ambros Ebhart, OSB.
De abdij werd in 777 door Tassilo III, hertog van Beieren, gesticht. Aan de abdij is een gymnasium verbonden.  De abdijkerk is gewijd aan Zum Heiligen Erlöser und zum Heiligen Agapitos. Keizer Arnulf van Karinthië schonk aan de abdij een relikwie van Agapitus van Palestrina, wat het begin was van deze heiligencultus in de abdij.
Ook bezit de abdij een astronomische toren van 50 meter hoog, de zgn. Specula cremifanensis.

## Abdijbibliotheek
Beroemd is de bibliotheek met meer dan 160.000 oude banden en 2000 incunabelen. Bekend is de oude Codex Millenarius, genoemd door bisschop Garampi die vertelde "Vere hicce millenarius codex est”. Dit Latijnse manuscript in carolingische stijl (31 × 22 cm) bevat de 4 evangeliën op meer dan 700 folia. Er zijn verschillende facsimiles van uitgegeven. Ook beroemd is de Speculum Humanae Salvationis, Codex Cremifanensis 243.
Bij het ander patrimonium behoort de beroemde Kelk van Hertog Tasillo.